# Yuval Abraham
Yuval Abraham és un periodista i cineasta israelià de fe jueva que viu a Jerusalem. Es va fer conegut internacionalment a través del documental No Other Land.

## Família
Abraham és un descendent dels supervivents de l'Holocaust. La major part de la família d'un dels seus avis va ser assassinada pels nazis durant l'⁣Holocaust. Una de les seves àvies va néixer en un camp de concentració de Líbia.

## Carrera

### Periodisme
Abraham escriu com a periodista, entre d'altres, per a la revista en línia israeliana +972 Magazine, l'agència de notícies amb seu a Londres Middle East Eye, The Intercept i Responsible Statecraft. En el seu treball periodístic, Abraham documenta en particular la política d'ocupació i assentament israeliana a Cisjordània, que viola el dret internacional, així com els actes de violència per part dels colons extremistes i l'⁣exèrcit israelià a la Franja de Gaza i Cisjordània.

### Cinema
Entre el 2019 i el 2023, juntament amb el seu amic i col·lega palestí Basil Adra, va realitzar el documental No other Land, que documenta la destrucció dels pobles palestins de Masafer Yatta per part de l'exèrcit israelià i l'expulsió dels palestins que hi vivien, així com actes de violència per part de colons extremistes i l'exèrcit israelià. El 2024, la pel·lícula es va estrenar al festival de cinema Berlinale de Berlín i va rebre el premi al millor documental.

## Posicionament polític
Abraham descriu el tracte legal desigual dels ciutadans israelians i els palestins que viuen als territoris palestins ocupats per Israel en violació del dret internacional com a "apartheid".

## Polèmica per suposat antisemitisme a la Berlinale 2024

### Discurs de Basil Adra i Yuval Abraham
A la Berlinale 2024, el documental No other Land, coproduït per Yuval Abraham, va ser guardonat amb el premi al millor documental. Abraham va acceptar el premi juntament amb el seu col·lega palestí Basel Adra. En el seu discurs d'acceptació, Adra va explicar primer que era difícil per a ell estar content amb el premi, mentre que, al mateix temps, desenes de milers de membres del seu poble a Gaza estaven sent "massacrats i massacrats" per Israel i la seva pròpia comunitat de Masafer Yatta estava sent destruïda per excavadores israelianes. Adra va demanar a Alemanya que s'adherís a les crides de les Nacions Unides i que deixés de subministrar armes a Israel. Llavors Abraham es va dirigir al públic:
| «                                                                 | (català) Vull dir, estem aquí davant vostre junts. Basil i jo tenim la mateixa edat, sóc israelià, ell és palestí. I d'aquí a dos dies tornarem a un país on no tenim els mateixos drets. Jo visc. sota el dret civil, Basil sota el dret militar. Vivim amb 30 minuts de diferència: jo tinc dret a votar, Basil no. Tinc la llibertat d'anar on vull, Basil no, com milions d'altres palestins, està empresonat a la zona ocupada. Aquesta situació d'apartheid entre nosaltres, aquesta desigualtat, s'ha d'acabar. I ens preguntem com aconseguim el canvi, per acabar amb l'ocupació, per aconseguir una solució política. I realment no tenim la resposta, però crec que una resposta és que la gent realment s'aixequi. Hi ha molta gent poderosa en aquesta sala; hi ha molts ministres i persones les veus de les quals s'escolten. Necessitem una crida a un alto el foc. Necessitem una crida a un alto el foc per la solució política i per acabar amb l'ocupació. | » |
| — Berlinale winners ask Germany to stop sending weapons to Israel | |   |

Tant els discursos d'Adra com d'Abraham van rebre aplaudiments del públic.

### Reaccions i acusacions d'antisemitisme
La televisió pública israeliana (KAN) va qualificar el discurs d'Abraham a la Berlinale d'"antisemita".
El diari israelià Haaretz va comentar la suposada definició d'antisemitisme del discurs d'Abraham, situant-ho en l'ambient contemporani de la situació a Israel, en l'atmosfera de silenci, autocensura i persecució de qualsevol persona que expressi crítiques al règim israelià, dient que:
| «                                                                                  | (català) Què és tan espantós de les Paraules d'Abraham? En menys d'un minut, va descriure una situació que la majoria dels israelians negaven o, pitjor encara, desconeixen completament […] Abraham va reflectir la veritat quan es tracta de l'estatus dels palestins com Basilio en comparació amb els israelians. […] Anotar els crítics de l'ocupació com a antisemites és un patró de comportament importat del partit d'extrema dreta Otzma Yehudit i la seva gent d'idees afins. Segons aquesta tàctica, qualsevol persona que critica la política d'Israel envers els palestins i els que denuncien l'ocupació són immediatament titllats de "partidaris del terror", "antisemites" o "odiadors dels jueus". | » |
| — On Israeli TV, You're an Antisemite if You Dare Mention the Occupation (Haaretz) | |   |

### La reacció d'Abraham
Després de la cerimònia de lliurament del premi i de les crítiques públiques, Abraham va informar d'amenaces de mort d'extremistes de dretes israelians. Abraham va culpar les crítiques dels polítics alemanys i dels mitjans de comunicació per la repressió:
| « | (alemany) To stand on German soil as the son of Holocaust survivors and call for a ceasefire – and to then be labelled as antisemitic is not only outrageous, it is also literally putting Jewish lives in danger, […] I don’t know what Germany is trying to do with us, […] If this is Germany’s way of dealing with its guilt over the Holocaust, they are emptying it of all meaning. | (català) Estar a terra alemanya com a fill dels supervivents de l'Holocaust i demanar un alto el foc, i després ser etiquetat com a antisemita no només és indignant, també aporta alguna cosa a la vida jueva en perill, […] no sé què està intentant fer Alemanya amb nosaltres, [...]i aquesta és la manera com Alemanya tracta la seva culpa per l'Holocaust, l'estan deixant sense sentit. | » |
| — Israeli director receives death threats after officials call Berlin film festival ‘antisemitic’ (The Guardian) | | |   |

El Comitè per a la Protecció dels Periodistes va instar les autoritats a protegir Abraham i la seva família.